# باتريك سوليفان
باتريك سوليفان (بالإنجليزية: Patrick Sullivan)‏ (30 أكتوبر 1982 دبلن جمهورية أيرلندا - ) هو لاعب كرة قدم أيرلندي يلعب كمدافع.

## روابط خارجية
- باتريك سوليفان على موقع قاعدة بيانات كرة القدم.إي يو (الإنجليزية)
- باتريك سوليفان على موقع Soccerway.com (الإنجليزية)